# Fostul sanatoriu din Sighișoara
Fostul sanatoriu din Sighișoara este un monument istoric aflat pe teritoriul municipiului Sighișoara. În Repertoriul Arheologic Național, monumentul apare cu codul 114523.117.

## Galerie

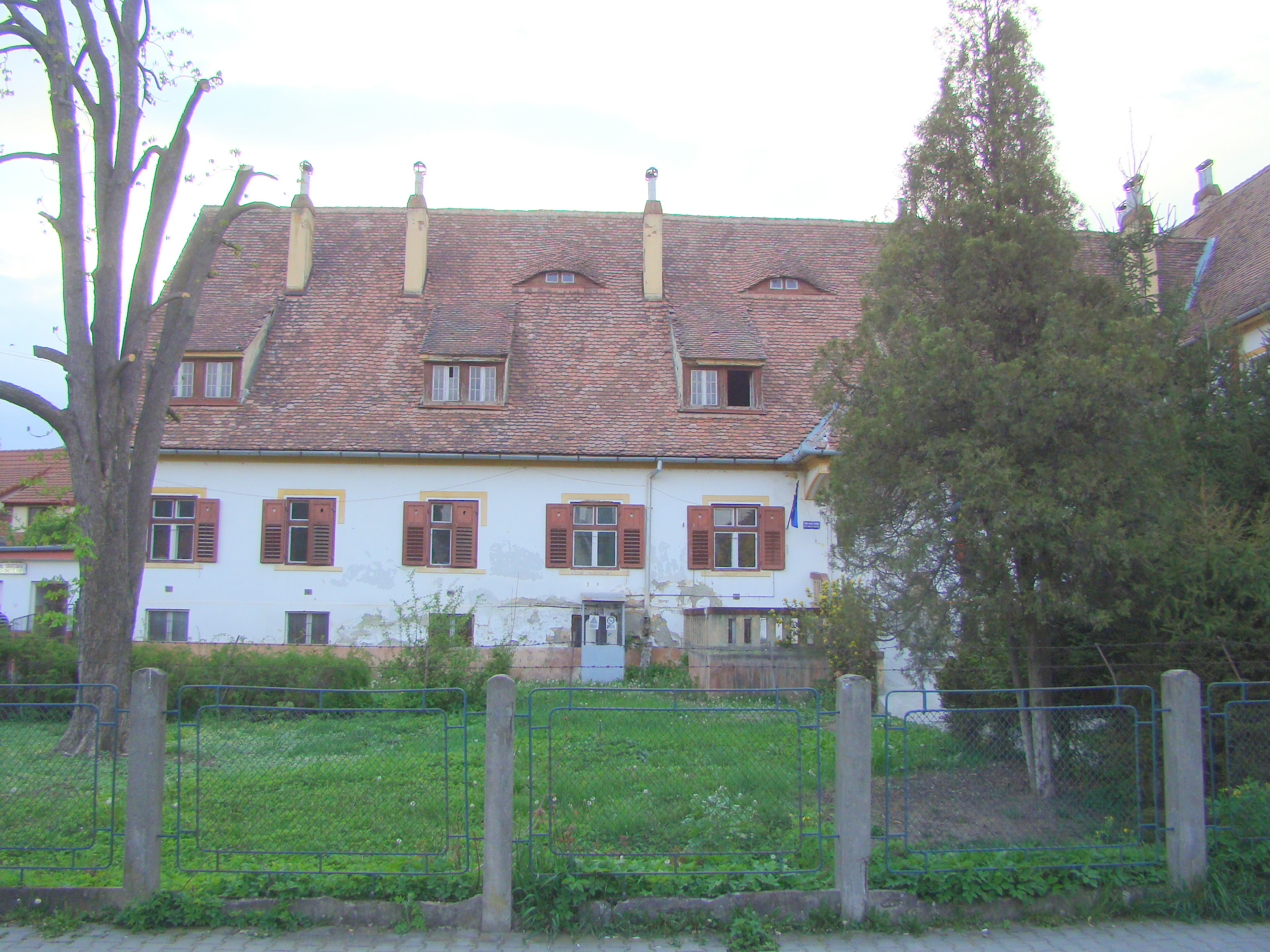
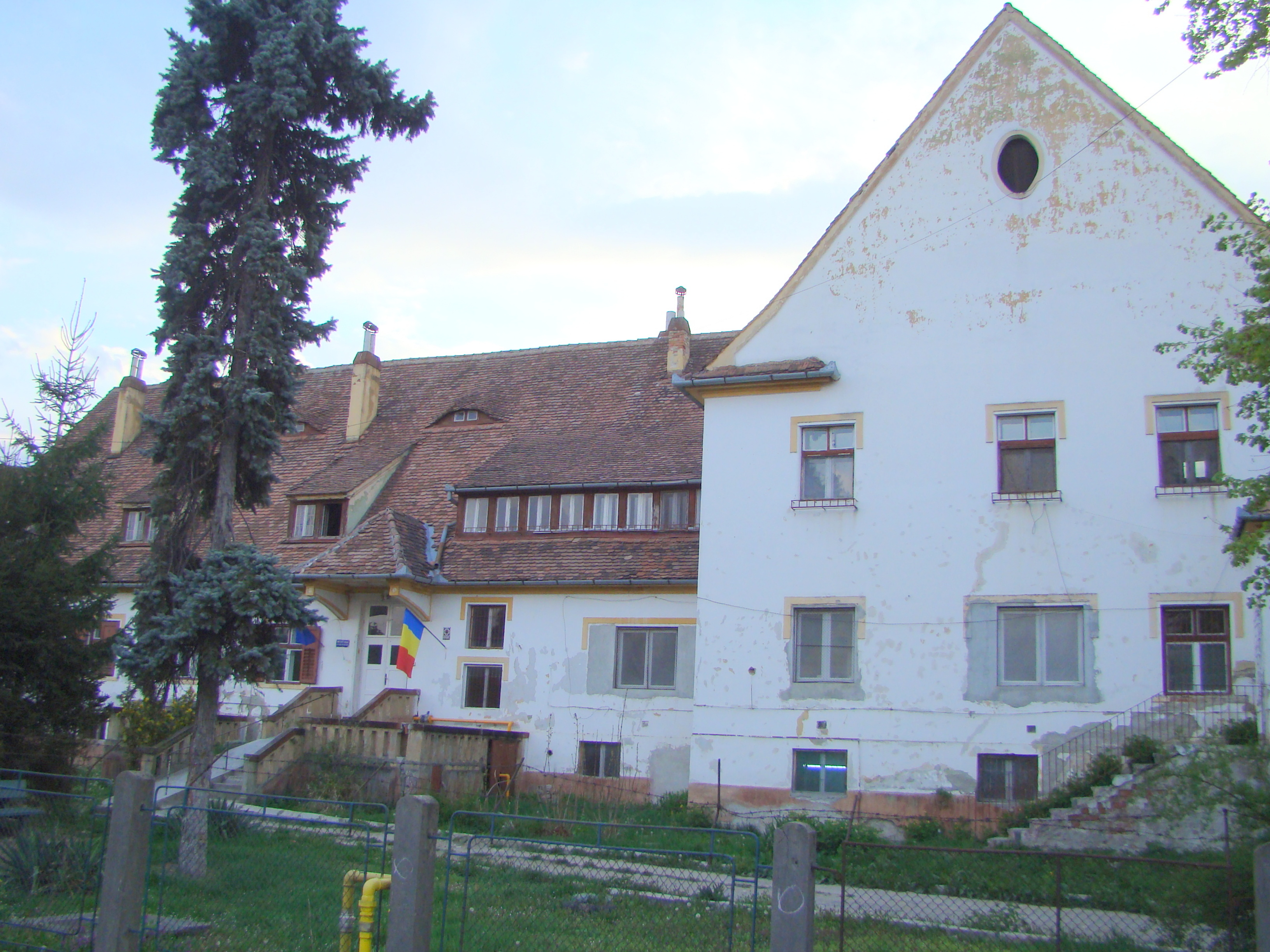
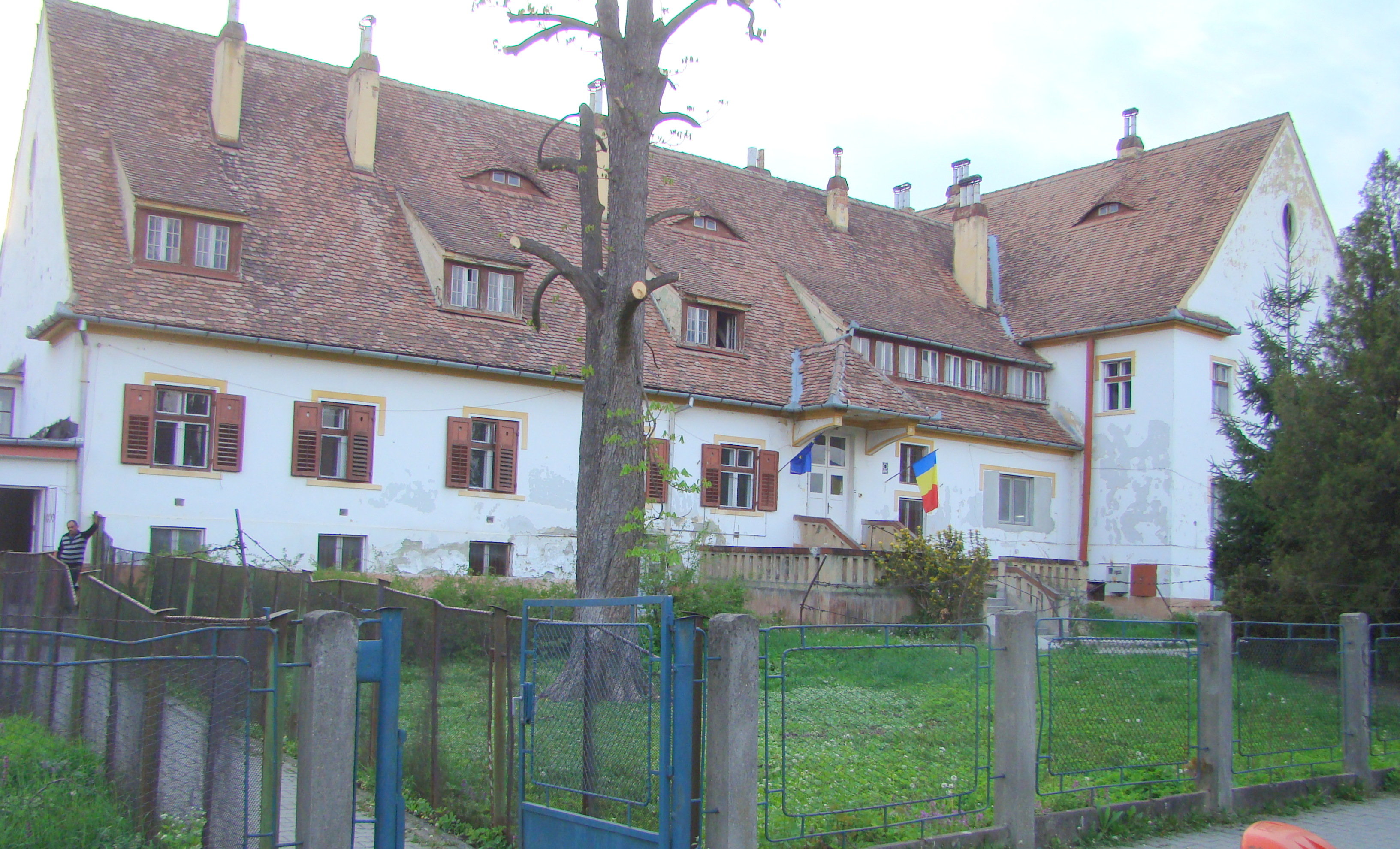
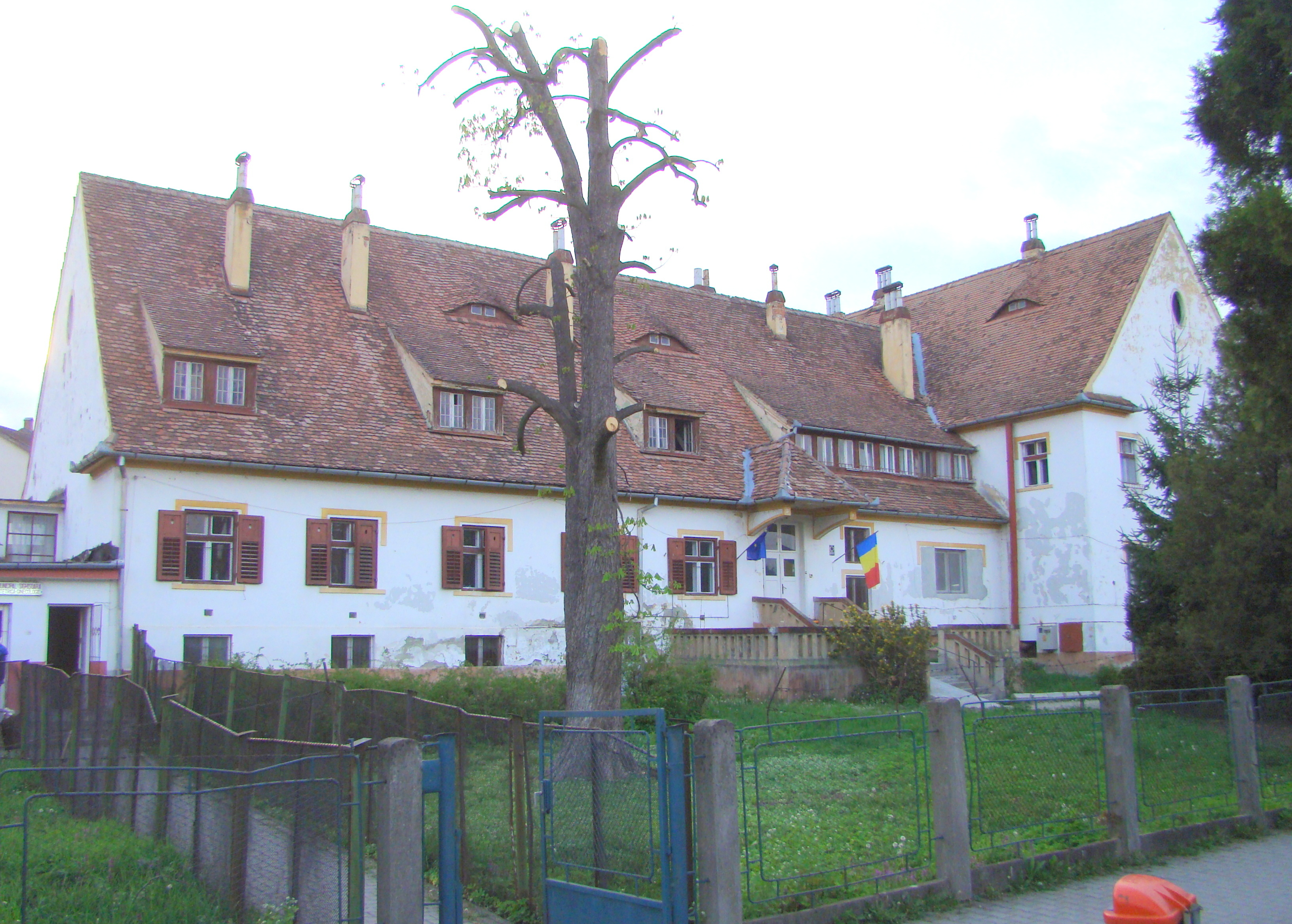